# Annona longiflora
Annona longiflora là loài thực vật có hoa thuộc họ Na. Loài này được S.Watson mô tả khoa học đầu tiên năm 1887.